# A magyar labdarúgó-bajnokság aranyérmes játékosainak listája: K
Az alábbi lista a magyar labdarúgó-bajnokság bajnokcsapatainak játékosait sorolja fel, K kezdőbetűvel, bajnoki cím száma, egyesületek és idények szerint.

## K
| Játékos           | Bajnoki cím | Csapat(ok)                        | Idény(ek)                                                                       |
| ----------------- | ----------- | --------------------------------- | ------------------------------------------------------------------------------- |
| Kajdy György      | 1           | MTK-VM                            | 1986–87                                                                         |
| Kakas Gyula       | 1           | Budapesti TC                      | 1902                                                                            |
| Kakas László      | 1           | Ferencváros                       | 1980–81                                                                         |
| Káldor Lipót      | 1           | MTK                               | 1904                                                                            |
| Kállai Lipót      | 1           | Újpest                            | 1938–39                                                                         |
| Kállói Béla       | 2           | WMFC Csepel                       | 1941–42, 1942–43                                                                |
| Kalmár Jenő       | 1           | Hungária                          | 1928–29                                                                         |
| Kalocsay Géza     | 1           | Ferencváros                       | 1940–41                                                                         |
| Kámán Attila      | 1           | Bp. Honvéd                        | 1990–91                                                                         |
| Kanász József     | 1           | Vasas SC                          | 1976–77                                                                         |
| Kanta József      | 1           | MTK                               | 2007–08                                                                         |
| Kántor Mihály     | 1           | Vasas SC                          | 1976–77                                                                         |
| Kapitány Sándor   | 1           | Ferencváros                       | 1968                                                                            |
| Káposzta Benő     | 6           | Újpesti Dózsa                     | 1959–60, 1969, 1970-tavasz, 1970–71, 1971–72, 1972–73                           |
| Kapta László      | 2           | WMFC Csepel                       | 1941–42, 1942–43                                                                |
| Karába János      | 2           | Ferencváros                       | 1967, 1968                                                                      |
| Kárász Endre      | 3           | MTK                               | 1951, 1953, 1957–58                                                             |
| Kardos Ernő       | 1           | Ferencváros                       | 2000–01                                                                         |
| Kardos István     | 2           | Hungária                          | 1935–36, 1936–37                                                                |
| Kardos József     | 1           | Újpesti Dózsa                     | 1978–79                                                                         |
| Kármán József     | 1           | Újpest                            | 1930–31                                                                         |
| Károly Jenő       | 2           | MTK                               | 1904, 1907–08                                                                   |
| Károly József     | 1           | MTK                               | 1920–21                                                                         |
| Károlyi Sándor    | 1           | Ferencváros                       | 2003–04                                                                         |
| Kárpáti Béla      | 3           | Vasas SC                          | 1957-tavasz, 1960–61, 1961–62                                                   |
| Kasza István      | 1           | Vác                               | 1993–94                                                                         |
| Kaszás László     | 1           | Vasas SC                          | 1957-tavasz                                                                     |
| Katona Attila     | 2           | Debreceni VSC                     | 2008–09, 2009–10                                                                |
| Katona György     | 1           | Újpesti Dózsa                     | 1989–90                                                                         |
| Katona Sándor     | 2           | Ferencváros                       | 1967, 1968                                                                      |
| Katzenbach Imre   | 2           | MTK                               | 1986–87, 1996–97                                                                |
| Kecskés Tamás     | 1           | MTK                               | 2007–08                                                                         |
| Kecskés Zoltán    | 3           | 1 – Újpesti Dózsa 2 – Ferencváros | 1989–90 1994–95, 1995–96                                                        |
| Keglovich László  | 1           | Győri Vasas ETO                   | 1963-ősz                                                                        |
| Kékesi Mihály     | 4           | Vasas SC                          | 1960–61, 1961–62, 1965, 1966                                                    |
| Kékesi Rezső      | 1           | MTK-VM                            | 1986–87                                                                         |
| Kelemen Gusztáv   | 1           | Ferencváros                       | 1975–76                                                                         |
| Kelemen Zsolt     | 1           | Vác                               | 1993–94                                                                         |
| Keller József     | 4           | Ferencváros                       | 1991–92, 1994–95, 1995–96, 2000–01                                              |
| Kellner Jenő      | 7           | Újpesti Dózsa                     | 1970–71, 1971–72, 1972–73, 1973–74, 1974–75, 1977–78, 1978–79                   |
| Kemény Tibor      | 2           | Ferencváros                       | 1933–34, 1937–38                                                                |
| Kemény Tibor      | 1           | Csepel                            | 1958–59                                                                         |
| Kenderesi István  | 1           | Vasas SC                          | 1966                                                                            |
| Kenesei Krisztián | 3           | 2 – MTK 1 – Zalaegerszeg          | 1996–97, 1998–99 2001–02                                                        |
| Kerekes György    | 2           | Újpesti Dózsa                     | 1977–78, 1978–79                                                                |
| Kerekes Zsombor   | 3           | Debreceni VSC                     | 2004–05, 2005–06, 2008–09                                                       |
| Kerepeczky György | 4           | Bp. Honvéd                        | 1983–84, 1984–85, 1985–86, 1987–88                                              |
| Kéri Károly       | 1           | Ferencváros                       | 1948–49                                                                         |
| Kertész Adolf     | 4           | MTK                               | 1913–14, 1916–17, 1917–18, 1919–20                                              |
| Kertész Vilmos    | 9           | MTK                               | 1913–14, 1916–17, 1917–18, 1918–19, 1919–20, 1920–21, 1921–22, 1922–23, 1923–24 |
| Keszthelyi Mihály | 3           | WMFC Csepel                       | 1941–42, 1942–43, 1947–48                                                       |
| Kevitzky Rudolf   | 1           | Ferencváros                       | 1925–26                                                                         |
| Kirádi Ervin      | 3           | Újpest                            | 1945-tavasz, 1945–46, 1946–47                                                   |
| Kis Károly        | 3           | 1 – Újpest 2 – Hungária           | 1932–33 1935–36, 1936–37                                                        |
| Kisistók András   | 1           | Bp. Honvéd                        | 1988–89                                                                         |
| Kiskapusi Balázs  | 1           | Újpest                            | 1997–98                                                                         |
| Kispéter Mihály   | 1           | Ferencváros                       | 1948–49                                                                         |
| Kiss Alajos       | 2           | WMFC Csepel                       | 1941–42, 1942–43                                                                |
| Kiss Csaba        | 1           | Rába ETO                          | 1981–82                                                                         |
| Kiss Gábor        | 4           | 2 – Újpest 2 – Hungária           | 1932–33, 1934–35 1935–36, 1936–37                                               |
| Kiss György       | 2           | 1 – Dunaújváros 1 – Ferencváros   | 1999–00 2003–04                                                                 |
| Kiss Gyula        | 3           | Ferencváros                       | 1937–38, 1939–40, 1940–41                                                       |
| Kiss Zoltán       | 1           | Győri Vasas ETO                   | 1963-ősz                                                                        |
| Kiss Zoltán       | 5           | Debreceni VSC                     | 2004–05, 2005–06, 2006–07, 2008–09, 2009–10                                     |
| Kisuczky Róbert   | 1           | Csepel                            | 1958–59                                                                         |
| Kiszely István    | 2           | Ferencváros                       | 1939–40, 1940–41                                                                |
| Kléber Gábor      | 2           | MTK, Hungária                     | 1924–25, 1928–29                                                                |
| Klebersberg Géza  | 1           | Budapesti TC                      | 1901                                                                            |
| Kleibán Antal     | 1           | Csepel                            | 1958–59                                                                         |
| Klein Gyula       | 1           | MTK                               | 1913–14                                                                         |
| Klein Manó        | 1           | MTK                               | 1920–21                                                                         |
| Klement Engelbert | 1           | MTK                               | 1913–14                                                                         |
| Knapp Miksa       | 4           | MTK                               | 1907–08, 1913–14, 1916–17, 1917–18                                              |
| Koch Róbert       | 2           | Ferencváros                       | 1980–81, 1991–92                                                                |
| Kóczián Antal     | 1           | Csepel                            | 1958–59                                                                         |
| Kóczián Ferenc    | 1           | Dunaújváros                       | 1999–00                                                                         |
| Kóczián János     | 1           | Csepel                            | 1958–59                                                                         |
| Kocsárdi Gergely  | 1           | Zalaegerszeg                      | 2001–02                                                                         |
| Kocsis Ferenc     | 3           | MTK, Hungária                     | 1922–23, 1924–25, 1928–29                                                       |
| Kocsis Géza       | 2           | Újpest                            | 1934–35, 1938–39                                                                |
| Kocsis György     | 1           | Ferencváros                       | 1962–63                                                                         |
| Kocsis István     | 1           | Bp. Honvéd                        | 1979–80                                                                         |
| Kocsis Sándor     | 5           | 1 – Ferencváros 4 – Bp. Honvéd    | 1948–49 1950-ősz, 1952, 1954, 1955                                              |
| Kohut Vilmos      | 4           | Ferencváros                       | 1925–26, 1926–27, 1927–28, 1931–32                                              |
| Miloš Kolaković   | 1           | Debreceni VSC                     | 2004–05                                                                         |
| Kolár Endre       | 5           | Újpesti Dózsa                     | 1972–73, 1973–74, 1974–75, 1977–78, 1978–79                                     |
| Kollár József     | 1           | Ferencváros                       | 1975–76                                                                         |
| Kollár Zoltán     | 1           | MTK                               | 1921–22                                                                         |
| Koltai István     | 1           | Rába ETO                          | 1981–82                                                                         |
| Koltai József     | 2           | 1 – Ferencváros 1 – MTK           | 1903 1907–08                                                                    |
| Komjáti András    | 1           | Vasas SC                          | 1976–77                                                                         |
| Komlósi Ádám      | 7           | 2 – MTK 5 – Debreceni VSC         | 1998–99, 2002–03 2004–05, 2005–06, 2006–07, 2008–09, 2009–10                    |
| Komódi László     | 2           | 1 – Bp. Honvéd 1 – Dunaújváros    | 1990–91 1999–00                                                                 |
| Konrád Jenő       | 2           | MTK                               | 1913–14, 1918–19                                                                |
| Konrád Kálmán     | 4           | MTK                               | 1913–14, 1916–17, 1917–18, 1918–19                                              |
| Kontha Károly     | 1           | Vasas SC                          | 1957-tavasz                                                                     |
| Kónya József      | 1           | Csepel                            | 1947–48                                                                         |
| Koós László       | 1           | Győri Vasas ETO                   | 1963-ősz                                                                        |
| Goran Kopunović   | 3           | 2 – Ferencváros 1 – Újpest        | 1994–95, 1995–96 1997–98                                                        |
| Korányi Lajos     | 3           | Ferencváros                       | 1931–32, 1933–34, 1937–38                                                       |
| Korhut Mihály     | 2           | Debreceni VSC                     | 2009–10, 2011–12                                                                |
| Koródy Károly     | 7           | Ferencváros                       | 1905, 1906–07, 1908–09, 1909–10, 1910–11, 1911–12, 1912–13                      |
| Korolovszky Gábor | 1           | MTK                               | 1998–99                                                                         |
| Korsós Attila     | 1           | Újpest                            | 1997–98                                                                         |
| Korsós István     | 2           | 1 – Győri Vasas ETO 1 – Vasas SC  | 1963-ősz 1966                                                                   |
| Kósa László       | 1           | Újpesti Dózsa                     | 1989–90                                                                         |
| Kossuth Sándor    | 3           | MTK                               | 1916–17, 1917–18, 1918–19                                                       |
| Koszta Imre       | 1           | Újpest                            | 1929–30                                                                         |
| Koszta János      | 1           | Vác                               | 1993–94                                                                         |
| Kotász Antal      | 1           | Bp. Honvéd                        | 1955                                                                            |
| Kotul László      | 1           | Bp. Honvéd                        | 1979–80                                                                         |
| Kovács Dezső      | 6           | MTK                               | 1913–14, 1917–18, 1920–21, 1921–22, 1922–23, 1924–25                            |
| Kovács Elemér     | 1           | MTK                               | 1916–17                                                                         |
| Kovács Ervin      | 3           | 1 – Újpesti Dózsa 2 – Bp. Honvéd  | 1989–90, 1990–91, 1992–93                                                       |
| Kovács Ferenc     | 1           | MTK                               | 1957–58                                                                         |
| Kovács Géza       | 3           | Ferencváros                       | 1903, 1905, 1906–07                                                             |
| Kovács Imre       | 3           | MTK                               | 1951, 1953, 1957–58                                                             |
| Kovács István     | 1           | MTK                               | 1951                                                                            |
| Kovács István     | 1           | Vasas SC                          | 1976–77                                                                         |
| Kovács János      | 1           | Újpest                            | 1932–33                                                                         |
| Kovács János      | 1           | Nagyváradi AC                     | 1943–44                                                                         |
| Kovács János      | 2           | Bp. Honvéd                        | 1954, 1955                                                                      |
| Kovács János      | 1           | MTK-VM                            | 1986–87                                                                         |
| Kovács József     | 2           | MTK                               | 1951, 1953                                                                      |
| Kovács József     | 1           | Újpesti Dózsa                     | 1977–78                                                                         |
| Kovács Kálmán     | 5           | Bp. Honvéd                        | 1983–84, 1984–85, 1985–86, 1987–88, 1988–89                                     |
| Kovács Lajos      | 1           | MTK                               | 1913–14                                                                         |
| Kovács László     | 2           | Rába ETO                          | 1981–82, 1982–83                                                                |
| Kovács Zoltán     | 1           | Újpest                            | 1997–98                                                                         |
| Kovács Zoltán     | 1           | MTK                               | 2002–03                                                                         |
| Kovalik Ferenc    | 1           | Vasas SC                          | 1957-tavasz                                                                     |
| Kozma István      | 1           | Újpest                            | 1997–98                                                                         |
| Kozma Mihály      | 2           | Bp. Honvéd                        | 1979–80, 1983–84                                                                |
| Kökény József     | 2           | Ferencváros                       | 1962–63, 1964                                                                   |
| Kővágó Károly     | 3           | Újpest                            | 1929–30, 1930–31, 1932–33                                                       |
| Köves János       | 2           | Újpest                            | 1929–30, 1930–31                                                                |
| Radoslav Král     | 1           | Zalaegerszeg                      | 2001–02                                                                         |
| Kriska Gábor      | 1           | Vác                               | 1993–94                                                                         |
| Kriston Attila    | 2           | Ferencváros                       | 2000–01, 2003–04                                                                |
| Krizsán Endre     | 2           | Ferencváros                       | 1911–12, 1912–13                                                                |
| Kropacsek Ferenc  | 7           | MTK                               | 1918–19, 1919–20, 1920–21, 1921–22, 1922–23, 1923–24, 1924–25                   |
| Kucsera István    | 2           | Ferencváros                       | 1908–09, 1909–10                                                                |
| Kuharszki Béla    | 1           | Újpesti Dózsa                     | 1959–60                                                                         |
| Kulcsár Tamás     | 2           | 1 – MTK 1 – Debreceni VSC         | 2007–08 2011–12                                                                 |
| Kun Lajos         | 1           | Bp. Honvéd                        | 1983–84                                                                         |
| Zoran Kuntić      | 1           | Ferencváros                       | 1995–96                                                                         |
| Kutasi Károly     | 1           | Ferencváros                       | 1933–34                                                                         |
| Kuti László       | 1           | Bp. Honvéd                        | 1984–85                                                                         |
| Kuttor Attila     | 1           | MTK                               | 1996–97                                                                         |
| Szerhij Kuznyecov | 3           | Ferencváros                       | 1991–92, 1994–95, 1995–96                                                       |
| Kürschner Izidor  | 2           | MTK                               | 1904, 1907–08                                                                   |
| Kvasz Krisztián   | 1           | Újpest                            | 1997–98                                                                         |